# Банкаль, Жан-Анри
Жан-Анри Банкаль дез Иссар (фр. Jean Henri Bancal des Issarts; 3 ноября 1750 года, Сен-Мартен-де-Лондр — 27 мая 1826 года, Париж) — член Конвента и Совета пятисот. 

## Биография
Жан-Анри Банкаль дез Иссар родился 3 ноября 1750 г. в семье чулочного фабриканта.
Окончив Юридическую школу в Орлеане, Жан-Анри стал нотариусом в Париже в 1788 г., но вскоре, увлекшись политикой, оставил это занятие и отправился в Клермон. Там, ввиду предстоявшего созыва Генеральных штатов, Банкаль написал «Déclaration des droits», и опять вернулся в Париж. 13 июля 1789 г. он уже действовал в Постоянном комитете, устроенном парижскими выборными. Являясь членом клуба якобинцев в Париже, Банкаль устроил в Клермоне общество Друзей Конституции, куда привлек всех лучших людей края. В ноябре 1790 года Банкаль отправился в Англию, чтобы основать большое философское братство в видах обеспечения европейского, и даже всеобщего мира. Вернувшись в Париж, он опять окунулся в политику;  временным исполнительным советом ему было предложено сопровождать Ноэля в его секретной миссии в Лондон, но Банкаль отказался и вскоре был избран в конвент, где присоединился к жирондистам. В марте 1793 г. он принимал деятельное участие в примирительных переговорах между Горой и Жирондой, устроенных Дантоном. Посланный комиссаром в армию Дюмурье, он, благодаря измене этого генерала, попал в руки австрийцев и был заключен в тюрьму в Ольмюце вместе с Камюсом, Ламарком и Кинеттом. Выпущенный на волю только 12 брюмера IV года, Банкаль вышел из тюрьмы мистиком, под влиянием чего написал: «Du nouvel ordre social fondé sur la religion». Избранный вскоре в совет пятисот, Банкаль играл здесь пассивную роль, и при следующих выборах совсем удалился от политической деятельности, путешествовал некоторое время, затем женился и занялся ивритом, чтобы иметь возможность читать Библию в подлиннике.